# Krystyna Zachwatowicz

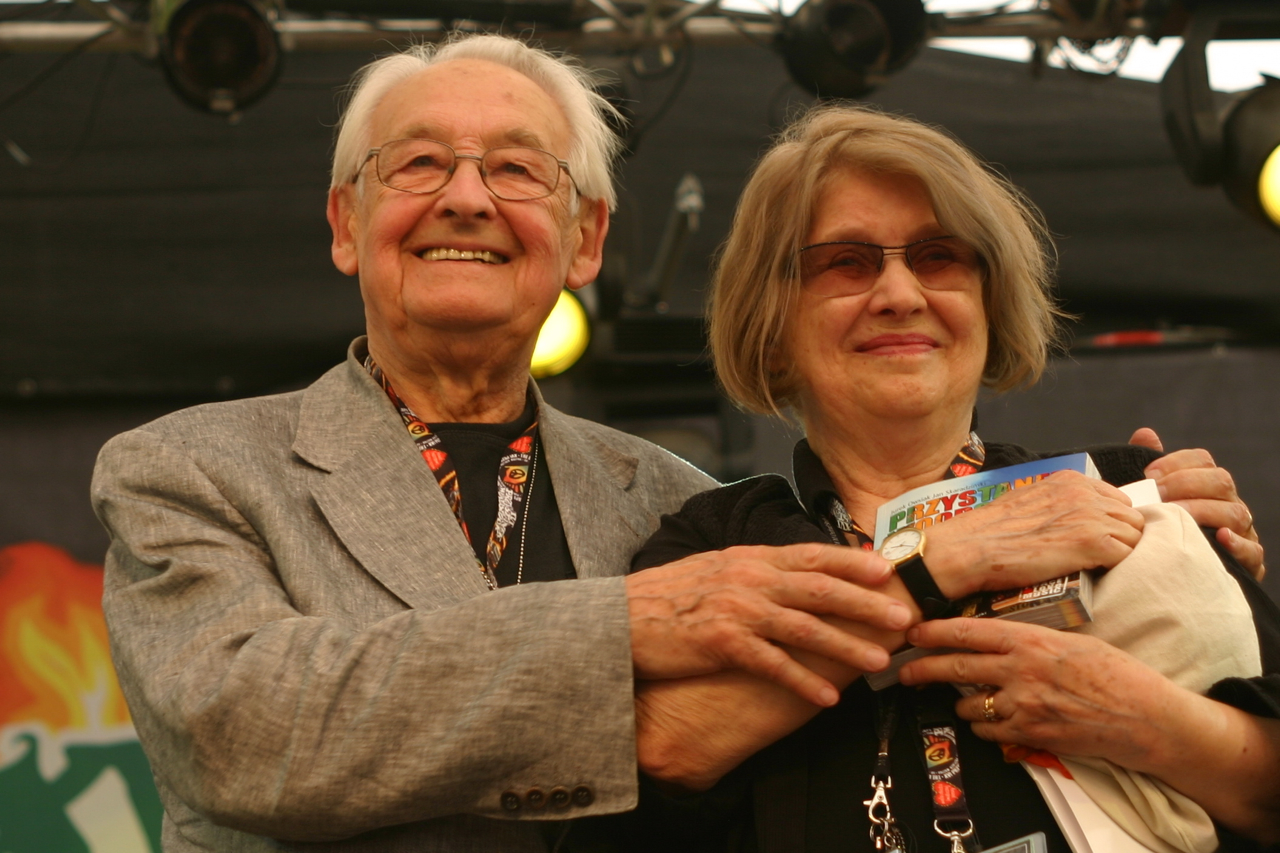
Krystyna Zachwatowicz z mężem Andrzejem Wajdą (2010)

Krystyna Anna Zachwatowicz-Wajda (ur. 16 maja 1930 w Warszawie) – polska historyczka sztuki i scenografka teatralna i filmowa, profesorka sztuk plastycznych (2005); współtwórczyni i aktorka kabaretu „Piwnica pod Baranami”.

## Życiorys

### Wczesne lata
W czasie II wojny światowej była członkinią Szarych Szeregów, brała też udział w powstaniu warszawskim jako sanitariuszka i łączniczka poczty harcerskiej. Po wojnie zaczęła uprawiać narciarstwo – w latach 1950–1954 należała do kadry narodowej w sekcji narciarskiej AZS Zakopane, a w latach 1950–1952 była członkinią Krakowskiego Klubu Wysokogórskiego. Podczas przygotowań do mistrzostw  Polski uległa wypadkowi, po którym na stałe zrezygnowała ze sportu. Wówczas postanowiła dokończyć podjęte wcześniej studia – jest absolwentką historii sztuki na Uniwersytecie Jagiellońskim (1952) i uzyskała dyplom na Wydziale Scenografii krakowskiej Akademii Sztuk Pięknych im. Jana Matejki (1958). 

### Kariera zawodowa
Przygotowywała scenografie do spektakli w Teatrze im. Aleksandra Fredry w Gnieźnie (1958–1959), Teatrze im. Juliusza Słowackiego w Krakowie (1970–1971) i Starym Teatrze im. Heleny Modrzejewskiej w Krakowie (1970–1999). W dorobku artystycznym ma projekty scenografii i kostiumów do ponad stu pięćdziesięciu inscenizacji teatralnych, przedstawień operowych i spektakli Teatru Telewizji. Jako kostiumografka i scenografka kilkukrotnie współpracowała również z Andrzejem Wajdą przy jego realizacjach teatralnych i filmowych.
W latach 1957–1972 występowała w Piwnicy pod Baranami. W swoim aktorskim dorobku ma role w filmach Andrzeja Wajdy. Po raz pierwszy pojawiła się w filmie w epizodycznej roli w Samsonie (1961). Następnie zagrała jedną z głównych ról w Człowieku z marmuru (1976), wcielając się w Hankę Tomczyk, żonę Mateusza Birkuta. Kontynuowała ją w Człowieku z żelaza (1981). Zagrała także Kazię, najstarszą z tytułowych panien w Pannach z Wilka (1979), mamę Witka w Kronice wypadków miłosnych (1985), matkę Szlomy w Korczaku (1990), kawiarkę w Panu Tadeuszu (1999) i panią Gretę, asystentkę profesora medycyny sądowej w Katyniu (2007).  
W 1990 habilitowała się na Wydziale Malarstwa Akademii Sztuk Pięknych w Krakowie. Od 2001 kierowała tamtejszą Katedrą Scenografii. W 2005 otrzymała tytuł profesora sztuk pięknych. W 2006 z jej inicjatywy na Wydziale Malarstwa krakowskiej ASP utworzono kierunek Scenografia. W 2014 otrzymała tytuł doktor honoris causa Uniwersytetu Pedagogicznego w Krakowie.

### Działalność społeczna i polityczna
W sierpniu 1980 dołączyła do apelu 64 uczonych, pisarzy i publicystów do władz komunistycznych o podjęcie dialogu ze strajkującymi robotnikami. Od września 1980 należała do NSZZ „Solidarność”, brała udział w pracach Komisji Ekspertów ds. Kultury przy Prezydium NSZZ „Solidarność” Region Mazowsze. W stanie wojennym działała w Prymasowskim Komitecie Pomocy Osobom Pozbawionym Wolności i ich Rodzinom. 
Jest członkinią Rady Programowej Stowarzyszenia „Otwarta Rzeczpospolita”.
W 1988 z Andrzejem Wajdą założyła Fundację Kyoto–Kraków, w której od 2016 pełni funkcję prezeski.
Została członkinią honorowego komitetu poparcia Bronisława Komorowskiego przed przyspieszonymi wyborami prezydenckimi 2010 oraz przed wyborami prezydenckimi w Polsce w 2015. Była członkinią Komitetu Honorowego Społecznych Obchodów 70. rocznicy akcji „Wisła” (2017). W październiku 2020 wsparła protest przeciwko zaostrzeniu przepisów dotyczących aborcji w Polsce i zaprotestowała przeciwko użyciu symbolu znaku Polski Walczącej przez Jarosława Kaczyńskiego podczas wygłoszonego oświadczenia.

### Życie prywatne
Jest córką architektów Jana Zachwatowicza i Marii Chodźko-Zachwatowicz, wnuczką lekarza i polityka Witolda Chodźki oraz siostrą piosenkarki Katarzyny Zachwatowicz-Jasieńskiej. W styczniu 1974 zawarła związek małżeński z Andrzejem Wajdą, który trwał do jego śmierci w październiku 2016.

## Filmografia (aktorska)
| Rok  | Tytuł                      | Rola                                             | Uwagi                                         |
| ---- | -------------------------- | ------------------------------------------------ | --------------------------------------------- |
| 1961 | Samson                     | Wiśka, pracownica fotoplastikonu                 | film dramatyczny, reżyseria: Andrzej Wajda    |
| 1961 | Drugi człowiek             | artystka występująca w Piwnicy pod Baranami      | film obyczajowy, reżyseria: Konrad Nałęcki    |
| 1976 | Człowiek z marmuru         | Hanka Tomczyk, żona Birkuta                      | film polityczny, reżyseria: Andrzej Wajda     |
| 1979 | Panny z Wilka              | Kazia                                            | film psychologiczny, reżyseria: Andrzej Wajda |
| 1981 | Człowiek z żelaza          | Hanka Tomczyk, żona Birkuta                      | film polityczny, reżyseria: Andrzej Wajda     |
| 1985 | Kronika wypadków miłosnych | matka Witka                                      | film psychologiczny, reżyseria: Andrzej Wajda |
| 1990 | Korczak                    | matka Szlomy                                     | film biograficzny, reżyseria: Andrzej Wajda   |
| 1999 | Pan Tadeusz                | kawiarka                                         | film kostiumowy, reżyseria: Andrzej Wajda     |
| 2002 | Na dobre i na złe          | Róża Lewandowska, sąsiadka Karola (odcinek: 122) | serial telewizyjny, reżyseria: Maciej Dejczer |
| 2007 | Katyń                      | pani Greta                                       | film dramatyczny, reżyseria: Andrzej Wajda    |
| 2012 | Wachlarz                   | głos starej kobiety                              | film animowany, reżyseria: Kamila Grzybowska  |

## Ordery i odznaczenia
- Krzyż Kawalerski Orderu Odrodzenia Polski (9 października 1998)[10]
- Krzyż Armii Krajowej (1981, przyznany za udział w Powstaniu Warszawskim)[11]
- Srebrny Medal Cracoviae Merenti (1995, wspólnie z mężem Andrzejem Wajdą)
- Medal Księcia Mściwoja II (2023)[12]
- Złote Promienie z Rozetą Orderu Wschodzącego Słońca (Japonia, 29 kwietnia 2013)[13]

## Nagrody
- 1973 – nagroda na Lubuskim Lecie Filmowym w Łagowie za scenografię do filmu „Wesele”
- 2003 – Orzeł, Polska Nagroda Filmowa (nominacja) w kategorii: najlepsze kostiumy do filmu „Zemsta”
- 2011 – Nagroda Miasta Krakowa (wspólnie z mężem Andrzejem Wajdą)
- 2011 – Nagroda Prezydenta Miasta Gdańska „Neptuny”[14]
- 2016 – Nagroda im. prof. Aleksandra Gieysztora (wraz z mężem Andrzejem Wajdą)[15]
- 2020 – Medal „Za mądrość obywatelską” przyznany przez miesięcznik „Kraków”[16]